# 夜 (映画)
『夜』（イタリア語: La notte）は、1960年撮影、1961年に製作・公開されたイタリア・フランス合作映画である。

## 概要
ミケランジェロ・アントニオーニが自らの脚本を基に監督、マルチェロ・マストロヤンニとジャンヌ・モロー、モニカ・ヴィッティが主演した。
ミラノでロケーションが行われている。

## あらすじ
結婚して10年になる流行作家のジョバンニと妻のリディアは、病床で死の淵にあるトマゾを見舞う。トマゾはジョバンニの親友で、かつてリディアに好意を寄せていたが、リディアはジョバンニを選んだ。何不自由ない日々を送るリディアだが、夫婦を結ぶ愛が見えず、得体の知れない不安と心に空洞が開いたような虚無感を抱いている。
ジョバンニの仕事に同行してミラノに行ったリディアは、一人で街を歩き、無機質な建物、うら寂しい家並みと空き地、その荒涼とした風景は彼女の心そのままに思える。
二人は富豪のパーティに行って、ジョバンニは富豪の娘バレンチナに出会い、若く奔放な彼女に魅了される。一方のリディアは、虚飾に満ちた雰囲気に馴染めないまま、トマゾの病院に電話をかけ、そこでトマゾの死を知る。
リディアは大きな喪失感に打ちのめされ、もはやジョバンニとバレンチナの急接近にも何の感情もわかず、自分もパーティで知り合った男とドライブに出かける。
朝になり、夜を別々に過ごした二人は屋敷の片隅で再会する。そこでリディアはトマゾの死を告げ、トマゾとの秘められた愛を語り、もうジョバンニを愛していないと言うと、ジョバンニは、愛は蘇らせることができると答える。
そんな彼に、情熱的な愛の言葉で綴られた昔の彼が書いた手紙を読み聞かせる。その愛はどこへいったのか、二人の間に冷々とした空気が流れる。ジョバンニは愛を取り戻そうとするかのようにリディアを激しく抱き、「愛していないと言って」というリディアに「言うものか」と答えて一層力を込めた。

## キャスト
- ジョヴァンニ・ポンターノ：マルチェロ・マストロヤンニ
- リディア：ジャンヌ・モロー
- ヴァレンティーナ・ゲラルディーニ：モニカ・ヴィッティ
- トマソ・ガラーニ：ベルンハルト・ヴィッキ

## スタッフ
- 製作：エマヌエレ・カッスート
- 監督：ミケランジェロ・アントニオーニ
- 脚本：ミケランジェロ・アントニオーニ、エンニオ・フライアーノ、トニーノ・グエッラ
- 音楽：ジョルジオ・ガスリーニ
- 撮影：ジャンニ・ディ・ヴェナンツォ
- 編集：エラルド・ダ・ローマ
- プロダクションデザイン：ピエロ・ズッフィ

## 映画賞受賞
- ダヴィッド・ディ・ドナテッロ監督賞：ミケランジェロ・アントニオーニ
- ベルリン国際映画祭金熊賞：ミケランジェロ・アントニオーニ
- ナストロ・ダルジェント最優秀作品監督賞：ミケランジェロ・アントニオーニ
- ナストロ・ダルジェント助演女優賞：モニカ・ヴィッティ
- ナストロ・ダルジェント作曲賞：ジョルジオ・ガスリーニ
- フィンランド・ユッシ賞海外女優賞：ジャンヌ・モロー

## 関連事項
- 1962年の日本公開映画